# Stuart Musialik
Stuart Musialik (ur. 29 marca 1985 w Newcastle) – australijski piłkarz pochodzenia polskiego. Jest piłkarzem Sydney FC.
Stuart, podobnie jak Nikolai David Topor-Stanley, był z reprezentacją Australii zarówno na Mistrzostwach FIFA World Youth 2005 roku, jak i na Olimpiadzie w Pekinie.

## Wyróżnienia
Z Newcastle Jets:
- A-League Championship: 2007-2008

Osobiste Wyróżnienia:
- Newcastle Jets Coach nagroda: 2006-2007